# Maladie de Sanfilippo
 Mise en garde médicale
La maladie de Sanfilippo ou syndrome de Sanfilippo est une mucopolysaccharidose, et donc classée en tant que maladie lysosomale.
Il s'agit d'une maladie neurologique rare et incurable, liée à une mutation génétique. Les premières manifestations dans la petite enfance se présentent sous la forme d'un retard dans les acquisitions cognitives qui peuvent, au premier abord, évoquer l'autisme ainsi qu'une hyperactivité. Cependant, l'enfant, bien avant son adolescence, évolue rapidement vers une régression de plus en plus sévère des acquis psychomoteurs entraînant un polyhandicap nécessitant une prise en charge constante. La maladie entraîne une mort prématurée au début de l’âge adulte.

## Autres noms
- Mucopolysaccharidose de type III (MPS III)
- Déficit en héparane sulfamidase (héparane-N-sulfatase) dans la maladie de Sanfilippo A - MPS III A
- Déficit en alpha-N-acétylglucosaminidase dans la maladie de Sanfilippo B - MPS III B
- Déficit en acétyl-CoA alpha-glucosaminide-N-acétyltransférase dans la maladie de Sanfilippo C - MPS III C
- Déficit en N-acétylglucosamine-6-sulfatase dans la maladie de Sanfilippo D - MPS III D

## Description
Ce syndrome est dû à une déficience en une enzyme lysosomiale dénommée héparane-N-sulfatase. Cette enzyme réalise une étape cruciale du catabolisme du sulfate d'héparane, un glycosaminoglycane que l'on trouve dans la matrice extracellulaire et dans les glycoprotéines de la surface cellulaire. Bien que le sulfate d'héparane soit le substrat stocké en premier lieu, des glycolipides comme des gangliosides sont également stockés bien qu'il n'y ait aucun déficit génétique des enzymes associées à leur catabolisme.

Elle se traduit par une dégénérescence nerveuse très importante aboutissant à un état grabataire vers l'âge de 10 à 15 ans et un décès survenant le plus souvent entre 10 et 20 ans, bien qu'il y ait quelques exceptions dues à des types de mutations génétiques plus légères.
Il y a quatre sous-types (MPS 3A à MPS 3D) :
- MPS 3A : déficience en héparane-N-sulfatase ;
- MPS 3B : déficience en N-acétyl-α-glucosaminidase ;
- MPS 3C : déficience en α-glucosaminide N-acétyltransférase ;
- MPS 3D : déficience en N-acétylglucosamine-6-sulfate sulfatase.

MPS-III A a une incidence d'environ 1 sur 115 000 naissances viables. Dans certaines populations, comme les juifs ashkénazes, on retrouve de plus hauts taux. Il s'agit d'une maladie rare.

## Causes

### MPS 3A
Mutation du gène SGSH (en) 605270 situé sur le chromosome 17 codant la N-sulfoglucosamine sulfohydrolase.

## Histoire

### Découverte
Cette maladie a été découverte par le docteur Sylvester Sanfilippo (en) (1926 - 2013), pédiatre américain à Edina, ville du Minnesota, aux États-Unis. Celui-ci en a décrit les caractéristiques en 1963. Il prend sa retraite en juin 1988.

## Historique naturel et diagnostic
L'enfant ne présente aucune anomalie à la naissance dans la grande majorité des cas et le développement est normal jusqu'à 3 à 4 ans, âge auquel la maladie est généralement diagnostiquée par le pédiatre ou le neurologue.
Cependant, quelques symptômes annonciateurs apparaissent avant même l'âge de trois ans, soit :
- hyper pilosité (particulièrement des sourcils très garnis)
- arête du nez enfoncée
- de grosses lèvres et une grosse langue (les enfants Sanfilippo ont très souvent la bouche ouverte et la langue apparente)
- joues tombantes
- problèmes ORL récurrents (rhinites et otites)
- pneumopathie et bronchiolites fréquentes
- splénomégalie et hépatomégalie (foie et rate plus grand que la normale qui se traduisent par un petit ventre bien rond)
- problème de sommeil et insomnie
- retard dans l'apprentissage du langage
- hyperactivité (tendance à papillonner et à ne pas rester concentré longtemps sur un jeu)
- surdité (souvent due aux nombreuses otites)
- appétit démesuré (peu ou pas de notion de satiété)
- problèmes de propreté
- tendance à jeter les objets à travers la pièce et casser les objets
- peu ou pas de notion du danger

Les premiers signes de la maladie sont un changement de comportement de l'enfant, il devient hyperactif (il court tout le temps) avec des tendances à l'automutilation.
Une perte de l'audition survient. Le visage se transforme et apparait un faciès aux traits moins fins, ainsi qu'une modification de la chevelure et sourcils qui deviennent plus épais.
Entre 4 et 7 ans l'enfant passe par une période de « plateau » au niveau de l'apprentissage. Ils n'acquièrent plus de nouvelles connaissances. Ensuite, les enfants perdent progressivement leurs acquis.
Il y a une perte progressive de l'activité qui aboutit à une diminution de l'autonomie de la personne atteinte. Une perte totale des contrôles sphinctériens survient aboutissant à une incontinence urinaire et fécale. L'enfant perd peu à peu contact avec son entourage. Des convulsions sont fréquentes. Généralement, les enfants perdent la motricité entre 8 et 12 ans.
Le diagnostic se fait soit par mise en évidence d'un déficit en héparane N-sulfatase lors de la culture de fibroblaste ou mise en évidence d'une excrétion urinaire d'héparane N-sulfatase.
La MPSIII est une maladie rare dont la prévalence est difficile à établir, car la maladie est vraisemblablement sous-diagnostiquée. Toutefois, les chiffres connus font état d’une prévalence variant entre 1⁄24000 (Pays-Bas) et 1⁄120000 (Australie) pour la MPS de type A. La prévalence est plus faible pour les MPSIII de type C et D (en dessous de 1⁄1000000). Historiquement, on considère que la MPSIII prend principalement une forme sévère, même si certains patients connaissent une forme plus modérée de la pathologie.
Les types A, B, C et D de MPS III font référence à l’enzyme spécifique qui fait défaut pour dégrader l’héparane sulfate : héparane sulfamidase pour la MPS IIIA, alpha-N-acétylglucosaminidase pour la MPS IIIB, alpha-glucosaminide N-acétyltransferase pour la MPS IIIC, et N-acétylglucosamine-6-sulfate sulfatase pour la MPS IIID.

## Traitement
En octobre 2011, Lysogene (une société de biopharmaceutique créée par Karen Aiach,) a commencé un essai clinique de thérapie génique intracérébrale pour traiter le syndrome de Sanfilippo de type A.
En octobre 2013, l'Institut Pasteur, conjointement avec l'AFM et l'association VML, a commencé un essai clinique pour le traitement de la MPS IIIB.
Des essais cliniques pour les autres formes de maladie de Sanfilippo (type B, C, D) sont programmés et portés par d'autres laboratoires et groupe de recherche.
Dans l'attente de la validation de ces traitements, seul un traitement symptomatique peut être proposé aux patients.

## Conseil génétique

### Mode de transmission
Transmission autosomique récessive, les deux parents sont porteurs sains d'une mutation. Pour que l'enfant soit atteint, il faut que chacun des parents transmette la mutation : le risque est de 1 sur 4 à chaque naissance.

### Diagnostic anténatal
- Mise en évidence de l'activité déficitaire enzymatique par culture de trophoblaste ou au niveau des cellules amniotiques.
- Dépistage de la mutation si celle-ci est connue chez les parents.